# Herbert Blume (Politiker)
Herbert Blume (* 17. Februar 1930 in Arholzen, Landkreis Holzminden; † 11. Oktober 2009) war ein deutscher Politiker (SPD).
Herbert Blume besuchte eine Volksschule und machte bis 1950 eine kaufmännische Lehre im Groß- und Einzelhandel. Seit 1955 arbeitete er bei der Firma Wolf-Garten, zunächst in Betzdorf, später in Schweden und schließlich ab 1963 als Geschäftsführer bei der Wolf-Geräte GmbH in Berlin. Bereits 1961 trat Blume der SPD bei. Bei der Berliner Wahl 1971 wurde er über die Bezirksliste im Bezirk Charlottenburg in das Abgeordnetenhaus von Berlin gewählt, dem er bis 1981 angehörte.